# Nāḩiyat Dānā
Nāḩiyat Dānā (arabiska: ناحية الدانا, ناحية دانا) är ett subdistrikt i Syrien.   Det ligger i provinsen Idlib, i den nordvästra delen av landet, 300 km norr om huvudstaden Damaskus.
Trakten runt Nāḩiyat Dānā består till största delen av jordbruksmark. Runt Nāḩiyat Dānā är det ganska tätbefolkat, med 96 invånare per kvadratkilometer.